# Michael Schopper
Michael Schopper (* 28. Mai 1942 in Passau) ist ein deutscher Opernsänger, Oratoriensänger und Liedinterpret (Bassbariton).

## Leben
Michael Schopper ging am Gymnasium der Regensburger Domspatzen zur Schule und studierte als Stipendiat der Studienstiftung des deutschen Volkes Kirchenmusik und Gesang an der Hochschule für Musik und Theater München. Der Gewinn des ersten Preises im ARD-Wettbewerb 1968 war der Beginn einer internationalen Laufbahn als Konzert- und Opernsänger. Während er in seinen ersten Karrierejahren vor allem in den zentralen Partien seines Fachs (u. a. Osmin, Ochs von Lerchenau, Hans Sachs, Daland, Wotan) auf den großen europäischen Opernbühnen stand, verlagerte sich sein Repertoireschwerpunkt in den letzten Jahren zunehmend in Richtung Lied und Oratorium. Dabei spielt die historisch informierte Aufführungspraxis für Schopper eine wesentliche Rolle. Er arbeitete mit Dirigenten wie Leonard Bernstein, Nikolaus Harnoncourt, Gustav Leonhardt, Philippe Herreweghe, René Jacobs, Ton Koopman, Bruno Maderna, Joachim Martini, Fritz Reiner, Karl Richter und Reinhard Goebel.
Von seinem Wirken zeugen zahlreiche CD- und Rundfunkeinspielungen für alle großen Plattenlabels.
Schopper lehrte als Professor für Gesang am Richard-Strauss-Konservatorium München und an der Hochschule für Musik und Darstellende Kunst Frankfurt am Main.